# أركياس بيلا
أركياس (باليونانية: Αρχίας ο Πέλλιος) هو أحد الضباط العسكريين تحت إمرة نيارخوس، وكان يقع تحت إمرة أركياس قيادة السفن الحربية المعروفة باسم ثلاثية المجاديف في العصر الكلاسيكي اليوناني. ويقع مسقط رأسه في مدينة بيلا في اليونان، وهو ابن أنكديدوتس.
تم إرسال أركياس مع لوح من 30 مجدافًا، ووصل إلى جزيرة تايلوس بما تعرف الآن بـ (البحرين). قال أركياس إن تايلوس «استغرق ابحارًا حوالي يوم وليلة» من مصب نهر الفرات.